# Jenny Carlsson
Jenny Maria Carlsson, (från 1957 Eriksson), född 27 mars 1930 i Vasa församling i Göteborg, är en svensk före detta friidrottare (medeldistans). Hon tävlade för klubben IK Ymer. Hon utsågs 1956 till Stor Grabb/Tjej nummer 186.